# Коржымбай
Коржымбай (каз. Қоржымбай, до 200? г. — Берёзовка) — село в Ескельдинском районе Жетысуской области Казахстана. Входит в состав Кайнарлинского сельского округа. Находится примерно в 28 км к северо-востоку от посёлка Карабулак. Код КАТО — 196443300.

## Население
В 1999 году население села составляло 233 человека (132 мужчины и 101 женщина). По данным переписи 2009 года, в селе проживало 288 человек (148 мужчин и 140 женщин).